# Schlossmühle Myllendonk
Die Schlossmühle Myllendonk war eine Wassermühle mit zeitweise zwei unterschlächtigen Wasserrädern am Oberlauf der Niers in der Stadt Korschenbroich im Regierungsbezirk Düsseldorf.

## Geographie
Die Schlossmühle Myllendonk hatte ihren Standort an der linken Seite der Niers, an der Myllendonker Straße, in der Stadt Korschenbroich. Oberhalb befand sich die Klippertzmühle, unterhalb die Nonnenmühle. Das Gelände, auf dem das Mühlengebäude stand, hat eine Höhe von ca. 45 m über NN.

## Gewässer
Die Niers (GEWKZ 286) in ihrem alten Flussbett versorgte bis zur Flussbegradigung über Jahrhunderte zahlreiche Mühlen mit Wasser. Die Niers entspringt in Kuckum, einem Ortsteil der Stadt Erkelenz. Bis zur Mündung in die Maas bei Gennep (Niederlande) hat die Niers eine Gesamtlänge von 117,668 km und ein Gesamteinzugsgebiet von 1.380,630 km2. Die Quelle liegt bei 73 m ü. NN, die Mündung bei 9 m ü. NN. Die Pflege und der Unterhalt des Gewässers obliegt dem Niersverband.

## Geschichte
Die Schlossmühle Myllendonk hatte 1683 ihre erste urkundliche Erwähnung. Die Mühle war eine Loh- und Ölmühle und wurde unterschlächtig betrieben. Die Mühle stand östlich vom Schloss und wurde auch Armenmühle, Vieten Mühle und Millendonker Ölmühle genannt. 1763 wurde die Mühle zur Mahlmühle für Getreide erweitert und teilte sich mit der Klippertzmühle den Bannbezirk. 1856 erwarb Heinrich Viehof die Schlossmühle, die er vorher gepachtet hatte. Er stellte 1866 eine Dampfmaschine auf und erweiterte die Mühle. Nun konnte die Mühle Weizen, Roggen, Buchweizen und Lohe mahlen. Aber auch eine Ölpresse, eine Knochenstampfe und ein Gattersäge wurden betrieben. 1876 brannte das Anwesen völlig nieder und wurde wieder aufgebaut. In der Zwischenzeit konnte der Besitzer Viehof die Klippertzmühle kaufen und seine Geschäfte weiter betreiben. 1940 wurde die Schlossmühle mit Walzenstühlen ausgestattet. 1963 wurde der Mühlenbetrieb eingestellt.

## Galerie

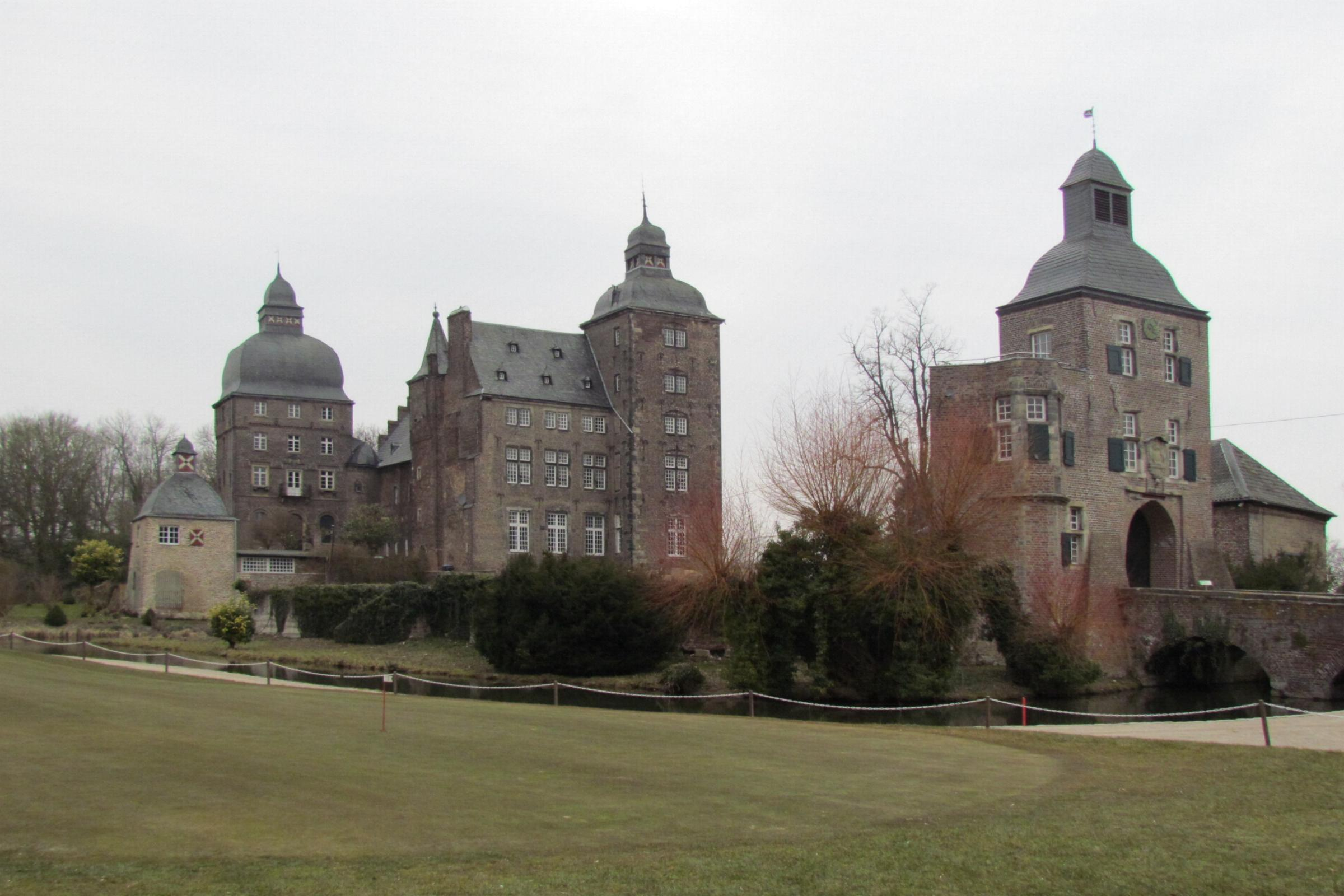
Schloss Myllendonk
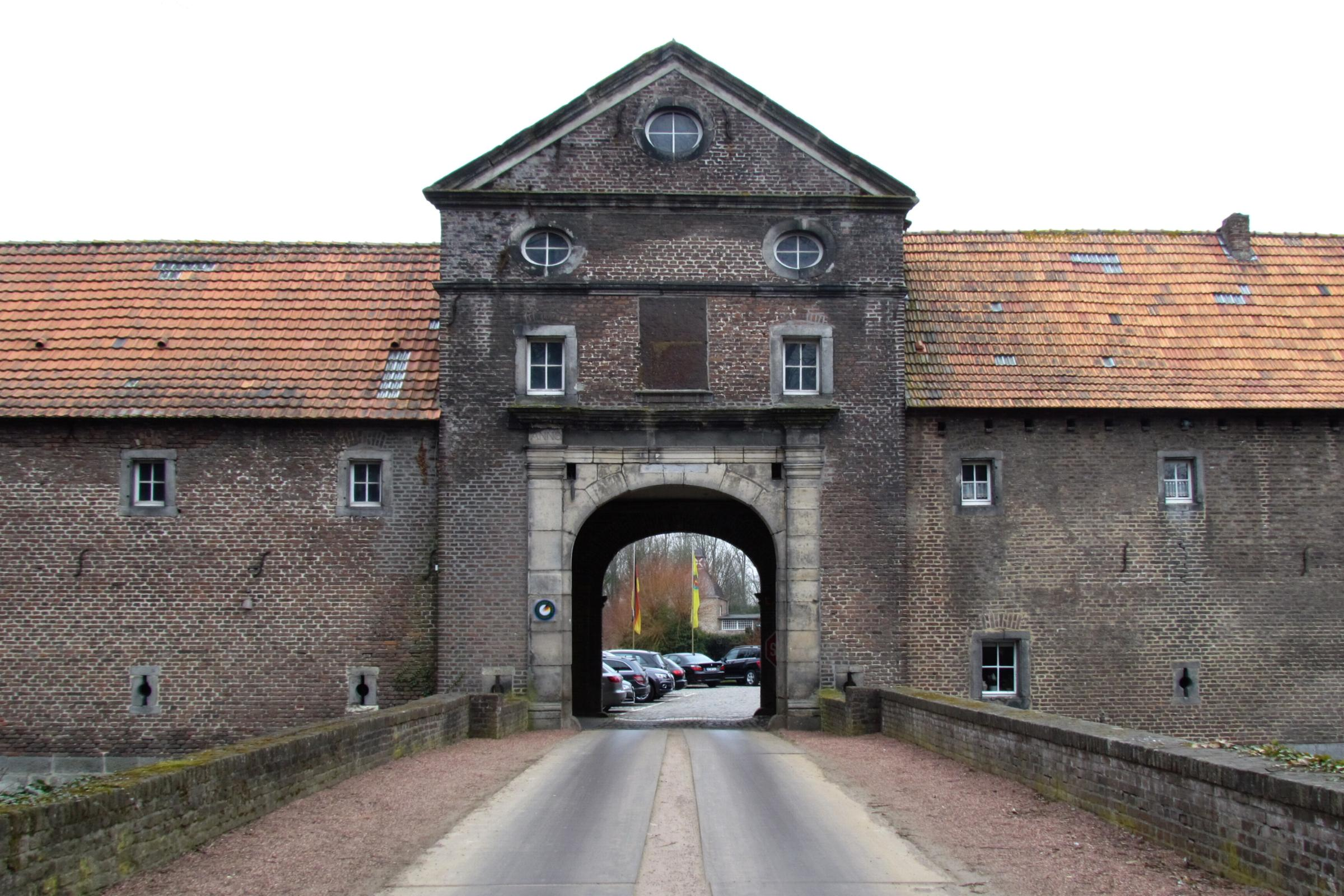
Torhaus von Schloss Myllendonk
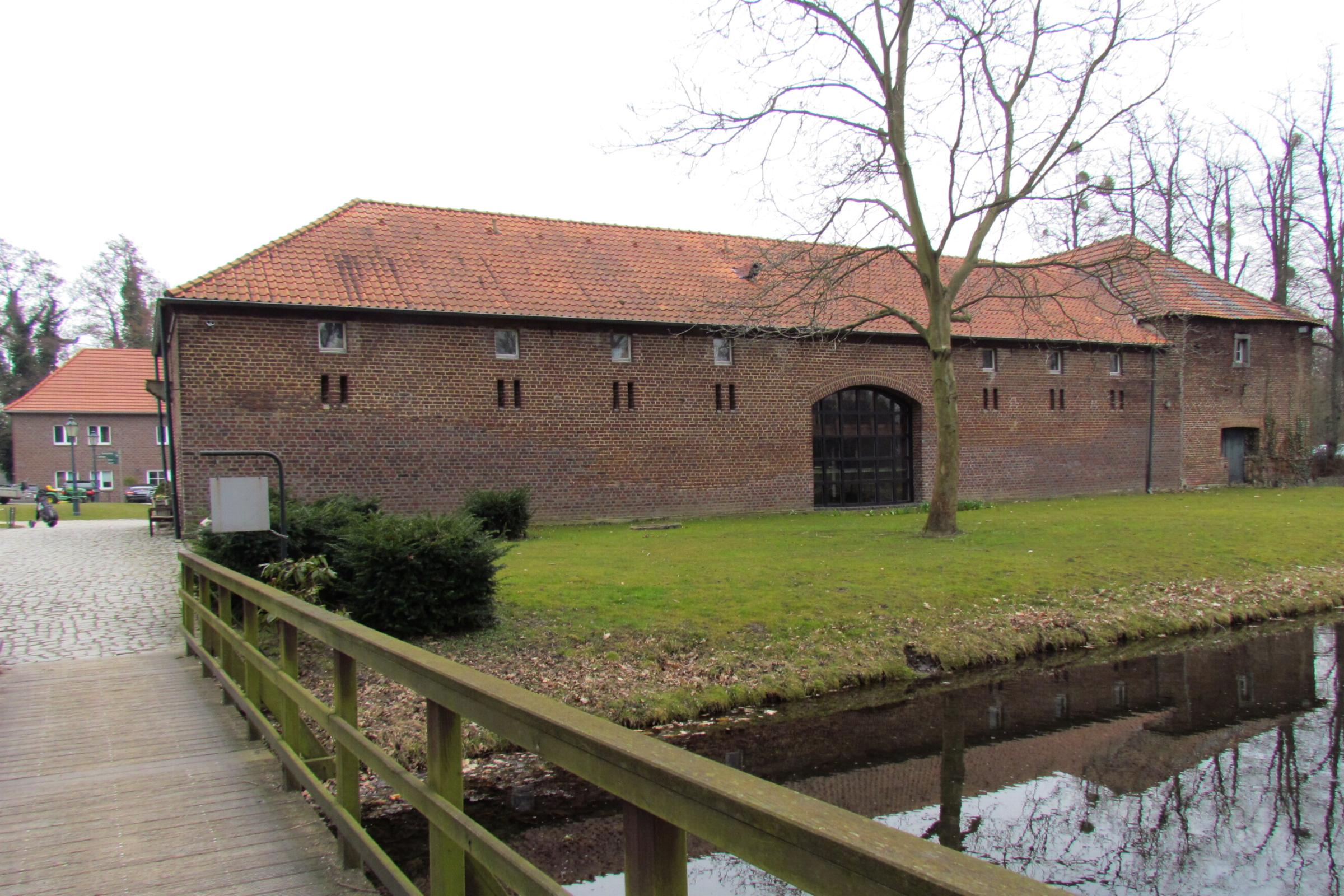
Wirtschaftsgebäude Schloss Myllendonk
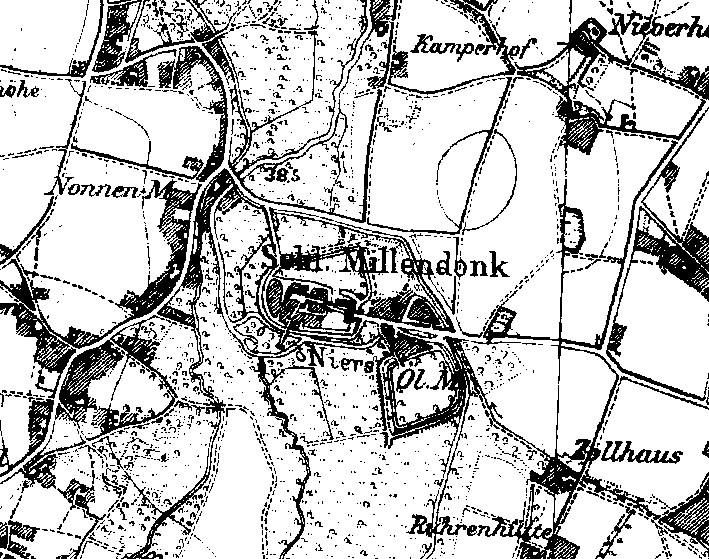
Schlossmühle Myllendonk auf der Karte Neuaufnahme von 1912
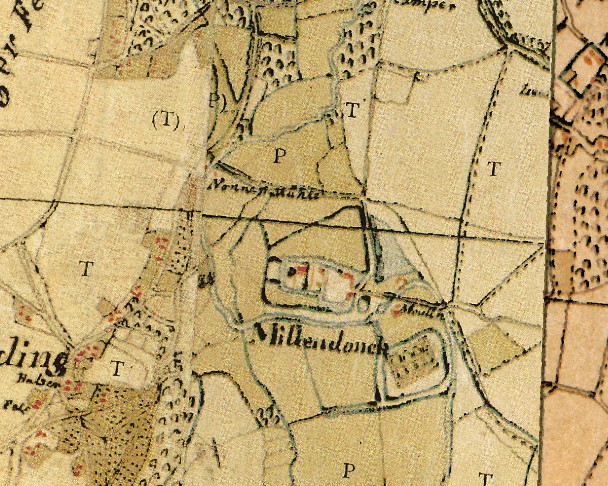
Schlossmühle Myllendonk auf der Urkatasterkarte von 1846